# Lydiane Leal
Lydiane Pereira Leal (Rio de Janeiro, 30 de junho de 1983) é uma assessora de investimentos, educadora financeira e empresária brasileira. Com mais de duas décadas de atuação no mercado financeiro, destacou-se por ser uma das primeiras mulheres a ocupar posição de liderança nesse setor no Brasil.
Ela é fundadora e CEO da Agrega Investimentos & Corporate, um escritório de assessoria financeira credenciado ao Banco Safra (Safra Invest), atuando na orientação de investidores e na promoção de educação financeira.

## Formação acadêmica
Lydiane Leal é bacharel em Publicidade e Propaganda, formada pela Universidade Federal Fluminense (UFF). Posteriormente, concluiu um MBA em Finanças, com ênfase em Gestão de Investimentos, pela Fundação Getulio Vargas (FGV), além de uma especialização em Marketing.
Além da formação acadêmica, Leal possui diversas certificações profissionais no mercado financeiro. Dentre elas, destacam-se as certificações CPA-10 e CPA-20 da ANBIMA, a Certificação de Especialista em Investimentos (CEA) também pela ANBIMA, e a habilitação de Agente Autônomo de Investimentos pela ANCORD, que comprovam sua qualificação técnica para atuar no setor de investimentos.

## Carreira
Lydiane iniciou sua carreira em 2004, atuando no segmento de alta renda de grandes instituições financeiras brasileiras. Trabalhou durante anos como assessora de investidores de alto patrimônio em bancos como Itaú Unibanco, HSBC e Banco Safra. No Banco Safra, ela chegou a gerenciar uma carteira expressiva de clientes private (alta renda), acumulando significativa experiência em gestão de patrimônio financeiro. Em 2018, Leal decidiu deixar o ambiente dos bancos tradicionais para migrar à carreira de assessoria de investimentos independente.
Nesse ano, tornou-se sócia da Inove Investimentos, um escritório de agentes autônomos no Rio de Janeiro, onde passou a atender diretamente investidores fora do circuito bancário. Nessa transição, estabeleceu como meta pessoal a consolidação de uma carteira de aproximadamente R$ 100 milhões em doze meses, volume que correspondia a cerca de 60% do portfólio que administrava anteriormente no Safra.
Após sua experiência na Inove, Lydiane empreendeu na criação do seu próprio negócio no mercado financeiro. Em 02 de maio de 2022, ela fundou o Grupo Agrega e passou a liderar a Agrega Investimentos & Corporate, onde atua como CEO da empresa. O escritório, credenciado ao programa Safra Invest do Banco Safra, estabeleceu operações tanto no Rio de Janeiro quanto em Santa Catarina.
Lydiane escolheu a cidade de Balneário Camboriú, no litoral catarinense, para sediar a unidade regional da Agrega – marcando assim seu retorno à parceria com o Banco Safra e uma expansão de seus negócios para fora do eixo Rio de Janeiro. Em 2025, Lydiane Leal completou 21 anos de atuação no mercado financeiro, consolidando sua trajetória profissional como uma das líderes femininas pioneiras no setor de investimentos no país.

## Atuação em eventos e palestras
Lydiane Leal é frequentemente convidada como palestrante em eventos sobre finanças e empreendedorismo. Ela realiza palestras em diversas regiões do Brasil, disseminando conhecimentos de educação financeira e compartilhando sua experiência como empreendedora no mercado de investimentos. 
Em março de 2025, Leal foi a palestrante convidada de um evento na Universidade do Estado de Santa Catarina (Udesc), em Balneário Camboriú, onde ministrou a palestra “Educação financeira: o caminho para a transformação e liberdade”, abordando a importância da conscientização financeira para a evolução social. Na mesma semana, promoveu o evento “Onde e como investir em 2025” em Balneário Camboriú, que marcou o lançamento oficial do escritório catarinense da Agrega Investimentos. Nesse evento, Lydiane atuou como principal palestrante, apresentando estratégias de investimento para empreendedores e investidores locais.
Além das participações em eventos presenciais, Lydiane Leal também contribui regularmente com conteúdo educativo em mídias locais. Ela é colunista do portal Vale Mais Notícia (da região do Vale do Itajaí, em Santa Catarina), onde publica artigos e dicas voltados à educação financeira e investimentos pessoais. Por meio dessa coluna, Leal alcança um público mais amplo, reforçando seu compromisso em desmistificar o mercado financeiro e promover a responsabilidade financeira entre os leitores comuns.